# Динамо (футбольный клуб, Львов)
«Динамо» Львов (укр. Футбольний клуб "Динамо" Львів) — украинский футбольный клуб из города Львов. В период 1999—2002 выступал во второй украинской лиге. Чемпион Украины среди любителей 1999 года.

## История
После начала второй мировой войны, Львовская область была присоединена к УССР. Футбольные клубы, существовавшие до этого момента во Львове и других городах этой местности были распущены. Им на смену пришли новые советские спортивные общества. Так в 1940 году во Львове впервые появилось «Динамо». Эта команда особенными победами не запомнилась и пропала в 1944 году.
В 1998 году во Львове вновь появилось «Динамо». Команда в том же году стартовала в любительском чемпионате Украины и в первом же сезоне стала его победителем. Следующий сезон «Динамо» начало уже среди профессионалов. Во второй лиге 1999/00 команда заняла 6-е место в группе. Далее последовало 4-е в 2001 и 2002. Перед началом следующего чемпионата «Динамо» снялось с соревнований.
Возобновил деятельность в 2017 году в виде детско-юношеской школы.

## Достижения
- Чемпион Украины среди любителей — 1999 год.
- Победитель Мемориала Эрнеста Юста — 2000 год.

## Главные тренеры
- Вацлав Кухар (1939—1941)
- Вацлав Кухар (1944—1945)
- Пётр Боголюбов (1951)
- Андрей Чих (1999)
- Михаил Вильховой (2000—2002)